# Општина Раучешти (Њамц)
Раучешти (рум. Răuceşti) општина је у Румунији у округу Њамц.
Oпштина се налази на надморској висини од 325 m.